# The Amber Spyglass
The Amber Spyglass (A Luneta Âmbar no Brasil; O Telescópio de Âmbar em Portugal) é uma fantasia inglesa escrita por Philip Pullman e publicada em 2000. Terceiro e último volume da trilogia His Dark Materials, é a continuação direta de The Subtle Knife e narra os épicos acontecimentos finais da jornada de Lyra Belacqua e Will Parry, junto com as descobertas de Mary Malone sobre a natureza do Pó.
Embora seja o último volume da trilogia, um livro derivado intitulado Lyra's Oxford foi publicado pelo autor três anos depois. Ele acompanha a vida de Lyra aos 15 anos de idade, dois anos após os acontecimentos finais narrados em The Amber Spyglass.
Atualmente uma segunda trilogia intitulada "O Livro das Sombras" está em andamento, contendo La Belle Sauvage, que acompanha Malcolm Polstead 12 anos antes da trilogia principal, e A Comunidade Secreta, que se passa oito anos após os eventos de A Luneta Âmbar, narrando as novas aventuras de Lyra, aos 20 anos de idade.

## Enredo
Seguindo os eventos de A Faca Sútil, Lyra foi sequestrada por sua mãe, Marisa Coulter, e levada para o Himalaia em seu próprio mundo de origem. Ali, ela é drogada e mantida inconsciente por Marisa, que também se esconde do Magistério e impede que o mesmo mate Lyra, após descobrirem que ela deve seguir o papel de Eva na profecia. Inconsciente, Lyra tem sonhos de uma terra estranha na qual seu melhor amigo, Roger, que foi assassinado por Lorde Asriel, tenta se comunicar com ela. 
Paralelamente a isso, em Cittàgazze, Will conhece um casal de anjos, Balthamos e Baruch, que dizem querer levá-lo até Lorde Asriel para se juntarem ao seu lado da guerra. No entanto, mesmo sabendo das instruções de seu pai, Will se recusa a ir até que Lyra fosse resgatada. Assim, os anjos concordam em ajudá-lo, e os três são atacados pouco tempo depois por Metatron e seus arcanjos. Para escapar o garoto abre uma janela para outro universo. 
Quando o Tribunal Consistorial de Disciplina, um setor do Magistério, descobre o paradeiro de Lyra, eles mandam um pequeno exército para a caverna onde a garota está sendo mantida para matá-la. Essa informação é passada para Lorde Asriel através de seus dois espiões Galivespianos: Cavaleiro Tialys e Lady Salmakia. Em seguida o pai de Lyra manda também um pequeno exército para a caverna onde sua filha estava sendo mantida por sua mãe. 
Ao mesmo tempo o Magistério também descobre sobre Mary Malone, uma mulher de outro universo que possuía o papel da serpente, e de alguma maneira tentaria Lyra. Por isso o Padre Gomez é mandado para encontrá-la e matá-la também. 
Mary por sua vez, após ter passado de seu mundo para Cittàgazze, ainda cruza mais um portal deixado aberto, e encontra o mundo dos Mulefas. Os Mulefas são criaturas racionais, com seu próprio idioma e sociedade, mesmo que sua fisionomia seja animalesca: invertebrados quadrúpedes com patas dispostas em um losango, com duas patas laterais, e uma na frente e outra atrás, com as quais eles seguram as nozes das árvores-das-rodas para locomoção. Ao ser recebida na comunidade deles e aprender a falar sua língua, Mary descobre que as árvores-das-rodas estão em perigo de extinção há 300 anos. Para entender melhor o problema, Mary constrói a luneta âmbar com laca de seiva, que a permite enxergar Pó. As partículas, em vez de caírem nas árvores para polinizá-las, estão sendo levadas como se por uma correnteza em ondas largas, saindo daquele universo.  
Em busca de Lyra, Will conhece Iorek, o rei dos ursos Panserbjørne, cujo povo está migrando para o sul após as mudanças climáticas provocadas pela ponte criada por Asriel no final do primeiro livro. O aquecimento global acontece através de variados eventos em muitos universos diferentes devido ao comportamento do Pó. 
Então os três lados – Will, a Igreja e Lord Asriel – vão atrás de Lyra na caverna. Will consegue acordar Lyra, porém enquanto cortava uma fenda para outro universo, seus olhos encontram os de Marisa, o que o faz perder a concentração mental necessária e lembrar de sua mãe. Nesse momento, a faca encontra algo que não poderia ser quebrado – o amor de Will – fazendo com que a lâmina da faca de quebrasse. Os espiões Galivespianos que também receberam ordens de Lorde Asriel para resgatar Lyra conseguem incapacitar Marisa, e assim Lyra, Will e eles escapam pela janela já aberta.  
Asriel havia recebido informações de Baruch sobre a importância de Will e sua faca para a guerra, e por isso demanda que seus espiões levem Will até ele. Mas antes precisavam consertar a faca, que é levada até Iorek. A tarefa é completada, mas rei dos ursos os avisa que não sabia se consertar a arma era uma coisa boa ou ruim. Devidos aos seus sonhos, Lyra está decidida a encontrar Roger, e Will também deseja rever seu pai, que havia morrido no segundo livro. E como Lyra já não confiava em Asriel, mas também não conseguiria se livrar de Tialys e Salmakia, os quatro concordam em ir na missão de visitar os mortos desde que Lyra e Will fossem ao encontro de Asriel em seguida. 
Enquanto isso, Marisa, que permaneceu na caverna, é sequestrada pelas tropas de Asriel, e após conhecer a Torre de Adamantina, rouba a Nave da Intenção para fugir, inconscientemente levando Lorde Roke consigo. Ela vai até o Magistério, os engana e age como espiã enquanto tenta descobrir quais os planos deles para Lyra para que ela possa salvá-la antes, se aliando, agora, com Asriel. Esse lado da guerra deseja derrubar a Autoridade e todas as instituições opressivas que trabalham em seu nome, instituindo a República do Céu em oposição ao Reino do Céu, além de preservar o Pó, responsável pela existência da consciência em seres vivos, e a busca por conhecimento.  
O líder do Tribunal Consistorial de Disciplina rouba um pouco do cabelo de Lyra que Marisa guardava em seu colar, e em seguida Roke e ela descobrem sobre a máquina que causava uma explosão na fonte da qual o objeto colocado em um de seus compartimentos veio. Desse modo, pretendiam colocar o cabelo de Lyra para que ela fosse morta. Roke se sacrifica e morre para salvá-la. Marisa é salva por Asriel, que aparece para resgatá-la, e ambos voltam para sua fortaleza. 
Will, Lyra, Tialys e Salmakia encontram o mundo dos mortos e suas Mortes, sendo obrigados a deixarem parte de suas almas – Daemons – para trás e acompanharem suas Mortes para entrar no mundo que desejam. Após serem atacados por harpias e as convencerem a chegar à um acordo, Lyra encontra Roger, e Will encontra seu pai e Lee, o aeronauta amigo – e figura paterna breve – de Lyra. Will e os Gallivespianos decidem que os fantasmas devem ser libertos daquele mundo, o qual é comparado a uma prisão. Para isso eles precisam ir até o ponto mais alto do mundo dos mortos, onde Will abriria uma fenda para outro universo. Enquanto eram guiados pelas harpias, Lyra encontra Lee Scorsby, e Will encontra seu pai. Ambos instruem as crianças a cortarem o pedaço de cabelo mais curto de Lyra direto de seu couro cabeludo e colocarem em outro mundo, para que a bomba do Magistério não a atingisse. Apesar disso, a destruição da bomba ainda atinge aquele mundo e faz com que um grande abismo se forme. 
Na Torre Adamantina, Marisa consulta um Aletiometrista para saber que Lyra ainda está viva, apesar de estar no mundo dos mortos. O mesmo aletiometrista confirma para Asriel a importância de sua filha e de Will para definir quem ganharia a guerra, além de revelar a tarefa mais importante: proteger tanto Lyra e Will, quantos seus daemons, até que eles se reencontrassem, pois eles eram os únicos que conseguiriam matar a Autoridade, mas caso Metatron capturasse seus daemons, ele teria controle de ambas as crianças. O futuro de todo que e qualquer ser consciente dependia disso  
A batalha começa, e John, o pai de Will, e Lee, se juntam à guerra no lado de Asriel. Marisa engana Metatron, usando seu desejo e inveja das experiencias humanas, muito semelhante à como Lyra enganou Iofur Raknison em “A Bússola de Ouro”, se aproveitando de seu desejo por um daemon. Mrs Coulter e Lord Asriel atacam Metatron e lutam até sua morte para proteger sua filha, caindo no abismo juntamente com Metatron. 
Enquanto isso, Will e Lyra procuram seus daemons, que se escondem após terem sido abandonados. Ainda no mundo em que a guerra acontecia, eles encontram um ser velho e fraco preso. Quando o libertam, ele se desmancha no ar, livre. Nenhum deles sabia que ele era a Autoridade. Em seguida, eles encontram o mundo dos Mulefa, onde reencontram Mary Malone.  
Mary vê o fluxo de almas sendo libertas através do corte de Will, e recebe a mensagem de que deveria contar histórias, o mesmo acordo feito com as Harpias para que ajudassem as almas a se libertarem do mundo dos mortos. Quando ela está cuidando de Will e Lyra, é isso que ela faz. Mary conta sobre a primeira vez que se apaixonou, e o motivo para ter deixado de ser freira. Mais tarde Lyra se lembra, entendendo seus sentimentos por Will e os demonstrando através de uma fruta, como Mary fizera, e o garoto entende o que ela quis dizer. Eles se beijam, e a queda de Adão e Eva está completa. Depois disso, não demora para que seus daemons decidissem perdoá-los – após um diálogo com Serafina Pekkala. Ela também nomeia o daemon de Will, que antes não tinha forma física, como Kirjava. 
Padre Gomez é morto por Balthamos antes de conseguir completar sua missão, e o anjo morre em seguida para se juntar ao seu parceiro. 
Quando os daemons voltam, eles explicam o que Serafina havia dito: todas as janelas e aberturas entre universos deveriam ser fechadas, pois, todo corte feito era tão profundo que criava um vazio, como o do abismo, para o qual o Pó está vazando de todos os universos. Além disso, cada corte até o abismo criava os Espectros, que só desaparecem ou são mortos quando as portas são fechadas. Também é revelado o porquê eles não poderiam ficar juntos: uma pessoa não sobrevive por muito tempo fora do universo em que nasceu; como foi o caso de John Parry. Por esse mesmo motivo a república do mundo que Asriel escolhera não funcionaria; pois era impossível que pessoas de diferentes universos se unissem para habitar aquele. 
Isso é motivo de grande tristeza e desilusão para os protagonistas, que se desesperam e tentam passar o máximo de tempo juntos possível. Quando Serafina e Xaphania chegam, é permitido que uma porta permanecesse aberta, pois o Pó que vazasse de um universo apenas, não afetaria nenhum mundo em grande escala. Mesmo desolados, Will e Lyra concordam que a passagem deveria ser para os mortos, porque assim conseguiriam encontrar sua liberdade, e concordam que em todo Solstício de Verão, se iriam até o Jardim Botânico de seus respectivos mundos e se sentariam no banco que existia no mesmo lugar em ambos os universos, como imagens sobrepostas. Eles fecham todas as janelas deixadas abertas desde que a faca foi criada, e Xaphania diz que cada ser racional deveria trabalhar para criar sua própria república celestial em seu universo.  
Lyra retorna para Jordan College, agora não mais uma criança. Como havia perdido a inocência subconsciente para ler o Aletiômetro por instinto, Lyra se dedica ao estudo do instrumento, ambos Pantailmon e ela acreditam na ideia romântica de construírem a república celestial em seu universo. 
Will e Mary retornam para seu universo também, e decidem permanecer juntos; sabendo que apenas os dois conseguiriam entender um ao outro e suas experiencias passadas. Malone se dispõe a ajudar a ele e sua mãe. Nas informações extras do livro, lançadas a partir do décimo aniversário da trilogia, podemos ver que Will se tornara um médico.  

## A Luneta Âmbar
A Luneta Âmbar é uma luneta feita de bambu, suas lentes não são de vidro, mas na verdade de óleo e laca. Mary Malone constrói as lentes de laca através de um processo demorado que envolvia aplicar várias camadas em uma superfície de madeira, e em seguida retirar tal madeira quando a lente estivesse rígida o suficiente. No entanto, apenas após aplicar o óleo das das árvores de rodas é possível que o olho humano enxergue o Pó como os Mulefas conseguiam. Eles então cortam um pedaço de bambu onde é fixado as lentes, a pedido de Mary.
É assim que Mary consegue descobrir o motivo para as árvores estarem morrendo: o Pó estava saindo do mundo dos Mulefas em uma forte corrente, como se sugado por algo, e não caindo nas árvores como se para polinizá-las.

## Mulefa
O singular de Mulefa é zalif. Esse povo é encontrado por Mary enquanto a mesma viaja entre mundos. São criaturas conscientes de aparência animalesca, que existem há aproximadamente 33 mil anos, quase na mesma época que os humanos também ganharam consciência. 
Para os Mulefa, isso aconteceu quando uma serpente falante ensinou uma zalif fêmea uma maneira de usar o óleo das árvores-das-rodas e as próprias nozes para criar rodas para se locomoverem, sendo essa a característica mais importante dessa sociedade. Os Mulefa também conseguem enxergar o Pó, ou matéria escura, denominada sraf nesse universo. O óleo das árvores-das-rodas têm grande concentração da matéria.
São quadrúpedes invertebrados, e a maneira como suas patas são dispostas remetem a um losango: Duas patas laterais, e outras duas na parte da frente e traseira do corpo, nas quais as rodas são seguradas. Sua coloração é cinza, e possuem chifres e uma tromba que os assemelha a elefantes. São onívoros.

### Sociedade
Mary os descreve como sendo muito práticos, ligados a tarefas do dia a dia, com vago conhecimento sobre ciência ou contemplações teóricas. Eles vivem em pequenas aldeias, e suas construções não tem mais de um andar; já que são extremamente ligados à terra firme, variando de casas, a armazéns para estoque de alimento. Também criam outros animais dos quais aproveitam o leite, a carne e pele, além de conhecerem a culinária e fazerem, por exemplo, pão. eles também pescam, e para darem nós nas redes, dependem uns dos outros, pois suas patas não são como mãos humanas.
Os Mulefa não utilizam muito do metal a não ser para adornos, assim como desconhecem a energia elétrica. Seu idioma é uma mistura de sons e movimento do tronco. 
Eles reconhecem relações sanguíneas entre pais e filhos, cuja infância dura em torno de dez anos. São monogâmicos e têm uma cerimonia de casamento tradicional.
Contar histórias faz parte de sua cultura, e algumas são passadas por gerações, como a da serpente.

## Anjos
Também conhecidos como bene elim ou Vigilantes, são seres imortais e conscientes, formados puramente de Pó, a partícula que dá vida a tudo, sendo os primeiros a surgirem em todos os universos. Humanos os enxergam como humanos com asas, porque é a maneira como seu cérebro consegue processar as entidades, mas a forma verdadeira deles é muito mais complexa e expressiva. Existem em todos os gêneros e sexualidades. 
A representação corpórea dos anjos, como não possuem carne e ossos, depende de seu lugar na hierarquia de poder. Aqueles mais poderosos conseguem se apresentar de maneira mais sólida e visível, como Xaphania, ou Metatron, que parecem estar sendo iluminados por uma luz desconhecida, e até brilham. Aqueles mais fracos são difíceis de se enxergar, mais leves, e menos poderosos, como Balthamos e Baruch. Mesmo imortais e poderosos, eles desejam ter corpos que os possibilitassem de disfrutar de experiências diferentes. 
São seres sábios e milenares, divididos entre aqueles que se rebelaram contra a Autoridade (grande maioria) e aqueles que ainda escolhem defender a República do Céu, como Metatron. Desde então, os rebeldes vêm interferindo na evolução de seres conscientes para que esses também se opusessem à Autoridade. Eles também sabem sobre a profecia de Lyra, e provavelmente foram os seres que a criaram. 
Habilidades: 
- Voo devido às asas;
- Viagem entre universos através de janelas invisíveis;
- Se transformar em outras criaturas;
- Telepatia;
- Atmocinese; manipulação do tema (clima)
- Biocinese; manipulação da biologia ou anatomia de algum ser;
- Fotocinese; manipulação da luz.

### A Autoridade
A Autoridade foi o primeiro ser a se condensar do Pó e formar uma criatura consciente. Ele se declarou Deus, criador de tudo e todos, para aqueles anjos e seres que vieram depois dele. No entanto, Xaphania descobre sua mentira e se rebela juntamente com outros deuses, mas devido à sua imortalidade, a Autoridade não é morta e “vence” a primeira guerra, os anjos rebeldes sendo expulsos do Reino do Céu. 
Desde então, Ele espalha seu domínio nos outros universos, usando de seu poder, por exemplo, para aprisionar os primeiros seres a morrerem no Mundo dos Mortos, onde supervisionariam aqueles que morressem. As instituições que trabalham em seu nome espalham a ideia de que ele é o Criador, além de matarem, aprisionarem e punirem aqueles que apresentam ameaça, fazendo, assim, a manutenção do poder da Autoridade. Um exemplo foi a inquisição nos anos 2000a.C, que aconteceu, pois, a autoridade acreditava que os seres conscientes estavam se tornando muito independentes. 
Durante os milênios seu poder cresceu, e ele cedeu uma parte para Metatron, que o trai e passa a reinar em seu lugar, como Regente, colocando a Autoridade em uma liteira de cristal para mantê-lo vivo. 
Em “A Luneta Ambar”, os anjos o tiram da Montanha Nublada onde a guerra acontecia, mas são atacados por avantesmas-dos-penhascos, que fazem a liteira cair. Will e Lyra o encontram, e usam a Faca Sútil para libertá-lo. Devido a sua velhice, ele se desintegra no ar, morrendo. 

### Metatron
Metatron um dia foi Enoque, um humano, filho de Jarede, que era filho de Malalel, que era filho de Cainan, que era filho de Enos, que era filho de Sete, que era filho de Adão. Nos livros é dito que ele possuía um irmão, Baruch, que vira um anjo. 
Enoque foi levado pela Autoridade até o reino do céu, onde virou um Arcanjo e teve seu nome mudado para Metatron. Ainda sim, ele não deixa seus pensamentos e desejos humanos para trás.  
Ao se tornar mais poderoso, sua ambição e inveja crescem, e ele usurpa o poder do Reino do Céu e aprisiona a autoridade na liteira de cristal, que o mantém vivo, mas enfraquecido, com o tempo.  
Devido aos seus vícios humanos, ele é manipulado por Marisa Coulter e atraído para sua morte, para que assim ele não aprisionasse Lyra e Will, e ambos conseguissem prevenir a destruição da vida consciente, e da liberdade.  

## Outras Espécies

### Espectros da Morte
Todo ser consciente tem uma Morte que o acompanha durante toda sua vida, esperando o momento em que deveria guiar o ser até o Mundo dos Mortos. Eles são sempre mencionados usando pronomes masculinos, e todos se parecem. Não chamam atenção, de modo que são ignorados inconscientemente mesmo que a pessoa saiba que estão presentes e visíveis. 
É revelado que, dependendo do mundo e da relação que cada ser tem com a morte, é possível que cheguem a enxergar e interagir com as suas, mas ainda assim, a maior parte dos seres não os querem ver, desse modo, eles permanecem escondidos. A área de trânsito é o único lugar onde é possível ver a morte de outras pessoas, no entanto.  
Quando Lyra conhece sua Morte, Pantaimon se sente inquieto e temeroso, tentando ficar o mais distante possível dele. O Espectro é descrito como gentil, e se descreve como sendo aquele que mais conhece Lyra, seu melhor amigo, mas Lyra nega, dizendo que Pan ocupava esse lugar, e ela nem mesmo conhecia a Morte. Após conversarem, Ele concorda em guiá-la até o Barqueiro. 

### Galivespianos
Galivespianos são criaturas humanoides cujo tamanho não ultrapassa o de uma mão humana. Eles morrem no pico de suas vidas aos nove ou dez anos, não envelhecendo como humanos. Possuem ferrões envenenados, que, dependendo da dosagem, conseguem matar um humano ou apenas incapacitá-los de dor. No entanto, a cada ferrão usado, o veneno fica mais fraco, precisando de tempo para recuperar seus efeitos, motivo pelo qual não podem ser usados com tanta frequência. O que não têm de tamanho, eles têm de ego e arrogância. Galivespianos são guerreiros habilidosos e peritos em ciência e tecnologia, tendo criado um ressonador que possibilitava a comunicação em longas distâncias. 
Entre eles é possível perceber divisões sociais com títulos nobres como: Lady, Lorde e Cavaleiro. Um de seus métodos de locomoção são insetos voadores, como libélulas, apesar de ser mencionado que Lorde Roke e Sr.ª Oxentiel já utilizaram aves, pois o ser utilizado também é influenciado pelo seu lugar social.  
Galivespianos vêm de um mundo no qual sua espécie e humanos estavam em constante rivalidade, os humanos trabalhando em nome da Igreja e da Autoridade. Por esse motivo, durante a Grande Guerra, a majoritária parte deles se aliam ao exército de Asriel. Lorde Roke trabalhou como comandante de seus espiões, representando os Galivespianos até sua morte, quando foi posposto por Oxentiel. 
O Cavaleiro Tialys e Lady Salmakia trabalharam como espiões dentro do Magistério até serem designados à encontrarem Lyra e Will, e os levarem para Asriel. No entanto, quando ambos se negam a acompanhá-los, eles acompanham as crianças em sua jornada, mantendo Asriel informado, e protegendo ambas, até que morrem no mundo dos Mortos. 

### Harpias
Seres com asas e pernas de pássaro, mas tronco e rosto de mulher, que habitam o mundo dos mortos. Após a morte dos primeiros seres conscientes, a Autoridade lhes deu a habilidade de ler a mente dos Fantasmas, e desse modo, elas os atormentam com seus piores pensamentos e arrependimentos pela eternidade, pois elas mesmas estão presas ali também. Cheiram a carne podre e outros odores irreconhecíveis. 
Apesar de atacarem Lyra e Will inicialmente, após a garota contar sua história para elas – sem mentir, porque elas conseguiam ler sua mente – , eles conseguem convencê-las a guiar as almas para a abertura feita por Will para libertar os fantasmas, em troca de boas histórias vividas pelas pessoas em seus respectivos mundos. 

## Mundo dos Mortos
É o mundo para o qual toda e qualquer criatura vai após sua morte, não havendo distinção entre pecadores ou devotos à Autoridade, que é o governador dessa terra. Almas e Daemons não conseguem entrar, tendo que ser deixados para trás. Os habitantes desse mundo são os Fantasmas, que vagam pela eternidade; sem comer, beber, ou dormir, sendo atormentados pelas Harpias.

### Subúrbio dos Mortos
Área de trânsito onde pessoas que não morreram, mas de alguma forma foram parar no mundo dos mortos, se estabeleciam, esperando pela morte em uma condição de vida precária. Nesse local também é possível enxergar sua morte e da dos outros, pois é o momento em que estas guiam seu humano até o Barqueiro, que os leva ao mundo dos Mortos. Os Daemons e Almas não passam desse ponto.

### Abismo
Foi criado pela máquina designada para matar Lyra; sua destruição tão grande que criou um enorme vazio, para o qual o Pó é sugado em grandes quantidades e simplesmente para de existir, assim como qualquer ser que ali cai. Enquanto guiavam as almas para outro mundo, Lyra e Will precisam tomar cuidado para não cair, e Lyra é salva uma vez por uma harpia. Durante a Grande Guerra Asriel e Marisa se sacrificam ao se jogarem no abismo para matar Metatron e acabar com o Reino do Céu.  

## Personagens principais
- Lyra Belacqua
- Will Parry
- Mary Malone
- Sra. Coulter
- Lord Asriel

## Versão americana
Os livros de Pullman foram, inicialmente, classificados como Young Adult, mas o autor queria falar, também, com adultos. A Luneta Âmbar é um reconto da história bíblica de Adão e Eva. Phillip Pullman disse que o despertar sexual de Lyra é: "...Exatamente o que acontece no Jardim do Éden. o por quê de a igreja cristã ter passado os últimos 2000 anos condenando esse momento glorioso, bom, isso é um mistério. Suponho que eu queira confrontar isso, ao contar uma história desse pecado original na qual ele é tudo, menos isso. É o que nos faz completamente humanos.".
A versão norte-americana edita a passagem que detalha a passagem sexual de Lyra. O texto britânico inclui essa passagem no capítulo "Marzipan".